# Amine Nakhlé
Amine Nakhlé, né le 25 juillet 1901 au village Magdal al-Ma'uch (Barouk-Liban) et mort le 13 mai 1976 , est un homme politique et journaliste libanais.

## Biographie
Amine Rachid Nakhlé a fait ses études chez les frères de Deir al-Qamar puis à l'université de Damas (faculté de droit) et au Collège français de Beyrouth. Diplômé en droit administratif, il exerce comme avocat à partir de 1928 puis comme journaliste. Il est propriétaire et éditorialiste de journaux[réf. nécessaire], et devient député du Mont-Liban en 1947. Il est également poète et homme de lettres depuis 1920.
En 1965, il obtient le Prix du Président de la République libanaise décerné au meilleur ouvrage de l'année. Membre de l'Académie arabe à partir de 1967, il meurt le 13 mai 1976 à Beyrouth.